# Jan Tomajko
Jan Tomajko (* 19. Juni 1976 in Olomouc, Tschechoslowakei) ist ein ehemaliger tschechischer Eishockeyspieler.   

## Karriere
Jan Tomajko begann seine Karriere als Eishockeyspieler in seiner Heimatstadt beim HC Olomouc, für dessen Profimannschaft er von 1994 bis 1997 in der tschechischen Extraliga aktiv war. Anschließend wechselte er zu deren Ligarivalen HC Vsetín, mit dem er in den Jahren 1998, 1999 und 2001 jeweils die nationale Meisterschaft gewann. Auf europäischer Ebene erreichte der Angreifer mit seinem Team in der Saison 1997/98 den dritten Platz in der European Hockey League. 
Im Sommer 2001 wechselte Tomajko zum HC Sparta Prag. Mit den Hauptstädtern gewann er in der Saison 2001/02 erneut die tschechische Meisterschaft. Nach zwei weiteren Jahren in Prag verließ er das Team 2004 und spielte die folgenden drei Spielzeiten in der Extraliga für den HC Liberec. Seit 2007 steht der Weltmeister von 2000 und 2001 für den HC Kladno auf dem Eis, wobei er in der Saison 2007/08 parallel in sieben Spielen für seinen mittlerweile in die zweitklassige 1. Liga abgestiegenen Ex-Club HC Olomouc auflief. Für Olomouc erzielte er vier Tore und gab sechs Vorlagen.   
Bis November 2009 stand er in Kladno unter Vertrag, bevor er zu seinem Heimatverein HC Olomouc zurückkehrte. Dort beendete er 2010 seine Karriere.
Seit 2010 gehört Tomajko dem Trainerstab des HC Olomouc in verschiedenen Positionen an, seit 2015 ist er zudem Teilhaber des Klubs und seit 2018 Cheftrainer der Profimannschaft.

### International
Für Tschechien nahm Tomajko an den Weltmeisterschaften 2000 und 2001 teil, bei denen er mit seiner Mannschaft jeweils Weltmeister wurde.

## Erfolge und Auszeichnungen
| - 1998 Tschechischer Meister mit dem HC Vsetín - 1998 3. Platz in der European Hockey League mit dem HC Vsetín - 1999 Tschechischer Meister mit dem HC Vsetín | - 2000 Bester Torschütze in den Extraliga-Playoffs - 2001 Tschechischer Meister mit dem HC Vsetín - 2002 Tschechischer Meister mit dem HC Sparta Prag |

### International
- 2000 Goldmedaille bei der Weltmeisterschaft
- 2001 Goldmedaille bei der Weltmeisterschaft